# Temporada 2019 del Campeonato del Mundo de Moto2
La temporada 2019 del campeonato del Mundo de Moto2 es la 10.ª edición de este campeonato creado en 2010 y además es parte de la 71.ª edición del Campeonato del Mundo de Motociclismo.
Esta temporada vio la introducción de un nuevo paquete de motores. Los motores Honda CBR600RR de 4 cilindros, que se han utilizado desde la temporada inaugural de Moto2, serán reemplazados por un motor de 3 cilindros y 765 cc (46.7 cu in) fabricado por la compañía Triumph. Se basa en el motor de la Triumph Street Triple RS 765 cc.
Además la categoría verá la introducción de un nuevo sistema de clasificación, idéntico al que ya se usa en MotoGP. Basados en los tiempos conseguidos en las tres prácticas libres,  Los 14 pilotos más rápidos de la clasificación combinada se  clasificarán directamente para la Q2. Los otros pilotos competirán en la Q1 y los cuatro pilotos más rápidos se unirán a los otros 14 en la Q2, ambas sesiones durarán 15 minutos.

## Calendario
Los siguientes Grandes Premios están programados para tener lugar en 2019.
| Ronda     | Gran Premio                                              | Circuito                                                | Fecha            |
| --------- | -------------------------------------------------------- | ------------------------------------------------------- | ---------------- |
| 1         | Grand Prix of Qatar                                      | Circuito Internacional de Losail, Lusail                | 10 de marzo      |
| 2         | Gran Premio Motul de la República Argentina              | Autódromo Termas de Río Hondo, Santiago del Estero      | 31 de marzo      |
| 3         | Red Bull Grand Prix of the Americas                      | Circuito de las Américas, Austin, Texas                 | 14 de abril      |
| 4         | Gran Premio Red Bull de España                           | Circuito de Jerez, Jerez de la Frontera                 | 5 de mayo        |
| 5         | HJC Helmets Grand Prix de France                         | Circuito de Bugatti, Le Mans                            | 19 de mayo       |
| 6         | Gran Premio d'Italia Oakley                              | Autódromo Internacional del Mugello, Scarperia          | 2 de junio       |
| 7         | Gran Premi Monster Energy de Catalunya                   | Circuito de Barcelona-Cataluña, Montmeló                | 16 de junio      |
| 8         | Motul TT Assen                                           | Circuito de Assen, Assen                                | 30 de junio      |
| 9         | Pramac Motorrad Grand Prix Deutschland                   | Sachsenring, Hohenstein-Ernstthal                       | 7 de julio       |
| 10        | Monster Energy Grand Prix České republiky                | Autódromo de Brno, Brno                                 | 4 de agosto      |
| 11        | Eyetime Motorrad Grand Prix von Österreich               | Red Bull Ring, Spielberg                                | 11 de agosto     |
| 12        | GoPro British Grand Prix                                 | Circuito de Silverstone, Silverstone                    | 25 de agosto     |
| 13        | Gran Premio Octo di San Marino e della Riviera di Rimini | Misano World Circuit Marco Simoncelli, Misano Adriatico | 15 de septiembre |
| 14        | Gran Premio Movistar de Aragón                           | MotorLand Aragón, Alcañiz                               | 22 de septiembre |
| 15        | PTT Thailand Grand Prix                                  | Circuito Internacional de Chang, Buriram                | 6 de octubre     |
| 16        | Motul Grand Prix of Japan                                | Twin Ring Motegi, Motegi                                | 20 de octubre    |
| 17        | Michelin Australian Motorcycle Grand Prix                | Circuito de Phillip Island, Phillip Island              | 27 de octubre    |
| 18        | Shell Malaysia Motorcycle Grand Prix                     | Circuito Internacional de Sepang, Selangor              | 3 de noviembre   |
| 19        | Gran Premio Motul de la Comunitat Valenciana             | Circuito Ricardo Tormo, Valencia                        | 17 de noviembre  |
| Notas: 1. |                                                          |                                                         |                  |

## Equipos y pilotos
El 16 de noviembre de 2018 se publicó una lista provisional de pilotos y equipos para 2019.
| Equipo | Constructor | Moto           | N.º | Piloto                | Rondas          |
| --- | ----------- | -------------- | --- | --------------------- | --------------- |
| Dynavolt Intact GP                                                                                                 | Kalex       | Kalex Moto2    | 2   | Jesko Raffin          | 14              |
| Dynavolt Intact GP                                                                                                 | Kalex       | Kalex Moto2    | 12  | Thomas Lüthi          | Todas           |
| Dynavolt Intact GP                                                                                                 | Kalex       | Kalex Moto2    | 23  | Marcel Schrötter      | 1–13, 15–19     |
| EG 0,0 Marc VDS | Kalex       | Kalex Moto2    | 73  | Álex Márquez          | Todas           |
| EG 0,0 Marc VDS | Kalex       | Kalex Moto2    | 97  | Xavi Vierge           | Todas           |
| Federal Oil Gresini Moto2                                                                                          | Kalex       | Kalex Moto2    | 22  | Sam Lowes             | Todas           |
| Flexbox HP40 | Kalex       | Kalex Moto2    | 7   | Lorenzo Baldassarri   | Todas           |
| Flexbox HP40 | Kalex       | Kalex Moto2    | 40  | Augusto Fernández     | 1–2, 4–19       |
| Flexbox HP40 | Kalex       | Kalex Moto2    | 54  | Mattia Pasini         | 3               |
| IDEMITSU Honda Team Asia                                                                                           | Kalex       | Kalex Moto2    | 19  | Teppei Nagoe          | 6, 11–12        |
| IDEMITSU Honda Team Asia                                                                                           | Kalex       | Kalex Moto2    | 20  | Dimas Ekky Pratama    | 1–10, 15–19     |
| IDEMITSU Honda Team Asia                                                                                           | Kalex       | Kalex Moto2    | 31  | Gerry Salim           | 14              |
| IDEMITSU Honda Team Asia                                                                                           | Kalex       | Kalex Moto2    | 35  | Somkiat Chantra       | 1–5, 7–8, 10–19 |
| IDEMITSU Honda Team Asia                                                                                           | Kalex       | Kalex Moto2    | 36  | Andi Farid Izdihar    | 13              |
| Italtrans Racing Team                                                                                              | Kalex       | Kalex Moto2    | 5   | Andrea Locatelli      | Todas           |
| Italtrans Racing Team                                                                                              | Kalex       | Kalex Moto2    | 33  | Enea Bastianini       | Todas           |
| ONEXOX TKKR SAG Team                                                                                               | Kalex       | Kalex Moto2    | 45  | Tetsuta Nagashima     | Todas           |
| ONEXOX TKKR SAG Team                                                                                               | Kalex       | Kalex Moto2    | 87  | Remy Gardner          | Todas           |
| Petronas Sprinta Racing                                                                                            | Kalex       | Kalex Moto2    | 38  | Bradley Smith         | 12              |
| Petronas Sprinta Racing                                                                                            | Kalex       | Kalex Moto2    | 47  | Adam Norrodin         | 13–19           |
| Petronas Sprinta Racing                                                                                            | Kalex       | Kalex Moto2    | 54  | Mattia Pasini         | 5–6             |
| Petronas Sprinta Racing                                                                                            | Kalex       | Kalex Moto2    | 89  | Khairul Idham Pawi    | 1–4, 10         |
| Petronas Sprinta Racing                                                                                            | Kalex       | Kalex Moto2    | 94  | Jonas Folger          | 7–11            |
| SKY Racing Team VR46                                                                                               | Kalex       | Kalex Moto2    | 10  | Luca Marini           | Todas           |
| SKY Racing Team VR46                                                                                               | Kalex       | Kalex Moto2    | 11  | Nicolò Bulega         | 1–2, 4–19       |
| Tasca Racing Scuderia Moto2                                                                                        | Kalex       | Kalex Moto2    | 6   | Gabriele Ruiu         | 14              |
| Tasca Racing Scuderia Moto2                                                                                        | Kalex       | Kalex Moto2    | 24  | Simone Corsi          | 1–9             |
| Tasca Racing Scuderia Moto2                                                                                        | Kalex       | Kalex Moto2    | 54  | Mattia Pasini         | 10–13, 15–19    |
| American Racing KTM monday.com American Racing                                                                     | KTM         | KTM Moto2      | 16  | Joe Roberts           | Todas           |
| American Racing KTM monday.com American Racing                                                                     | KTM         | KTM Moto2      | 27  | Iker Lecuona          | 1–18            |
| American Racing KTM monday.com American Racing                                                                     | KTM         | KTM Moto2      | 69  | Sean Dylan Kelly      | 19              |
| Kiefer Racing | KTM         | KTM Moto2      | 3   | Lukas Tulovic         | Todas           |
| Red Bull KTM Ajo                                                                                                   | KTM         | KTM Moto2      | 41  | Brad Binder           | Todas           |
| Red Bull KTM Ajo                                                                                                   | KTM         | KTM Moto2      | 88  | Jorge Martín          | Todas           |
| Red Bull KTM Tech 3                                                                                                | KTM         | KTM Moto2      | 65  | Philipp Öttl          | 1–8, 10–19      |
| Red Bull KTM Tech 3                                                                                                | KTM         | KTM Moto2      | 72  | Marco Bezzecchi       | Todas           |
| Gaviota Ángel Nieto Team Sama Qatar Ángel Nieto Team Inde Ángel Nieto Team                                         | KTM         | KTM Moto2      | 18  | Xavi Cardelús         | Todas           |
| Gaviota Ángel Nieto Team Sama Qatar Ángel Nieto Team Inde Ángel Nieto Team                                         | KTM         | KTM Moto2      | 54  | Mattia Pasini         | 4               |
| Gaviota Ángel Nieto Team Sama Qatar Ángel Nieto Team Inde Ángel Nieto Team                                         | KTM         | KTM Moto2      | 96  | Jake Dixon            | 1–3, 5–19       |
| MV Agusta Temporary Forward                                                                                        | MV Agusta   | MV Agusta F2   | 6   | Gabriele Ruiu         | 3               |
| MV Agusta Temporary Forward                                                                                        | MV Agusta   | MV Agusta F2   | 62  | Stefano Manzi         | 1–2, 4–19       |
| MV Agusta Temporary Forward                                                                                        | MV Agusta   | MV Agusta F2   | 77  | Dominique Aegerter    | Todas           |
| NTS RW Racing GP                                                                                                   | NTS         | NTS NH7        | 2   | Jesko Raffin          | 1–3, 15–18      |
| NTS RW Racing GP                                                                                                   | NTS         | NTS NH7        | 4   | Steven Odendaal       | 4–12            |
| NTS RW Racing GP                                                                                                   | NTS         | NTS NH7        | 24  | Simone Corsi          | 13–14           |
| NTS RW Racing GP                                                                                                   | NTS         | NTS NH7        | 64  | Bo Bendsneyder        | Todas           |
| NTS RW Racing GP                                                                                                   | NTS         | NTS NH7        | 70  | Tommaso Marcon        | 19              |
| +Ego Speed Up Beta Tools Speed Up HDR Heidrun Speed Up Lightech Speed Up MB Conveyors Speed Up Campetella Speed Up | Speed Up    | Speed Up SF19T | 9   | Jorge Navarro         | Todas           |
| +Ego Speed Up Beta Tools Speed Up HDR Heidrun Speed Up Lightech Speed Up MB Conveyors Speed Up Campetella Speed Up | Speed Up    | Speed Up SF19T | 21  | Fabio Di Giannantonio | Todas           |
| Fuente: |             |                |     |                       |                 |

| Leyenda             | Leyenda |
| ------------------- | ------- |
| Piloto titular      |         |
| Piloto invitado     |         |
| Piloto de reemplazo |         |

### Cambios de equipos
- Tech 3 cambiará de constructor a KTM, luego de haber competido previamente en Moto2 con su propio chasis.[33]
- MV Agusta regresará al Campeonato del Mundo de Motociclismo después de 42 años de ausencia, uniendo fuerzas con Forward Racing para competir en Moto2.
- Tasca Racing Scuderia Moto2 reducirá el tamaño de su estructura a una sola motocicleta nuevamente después de haber competido previamente con dos motocicletas en la temporada 2018.[34]
- El Marinelli Snipers Team se retiró de Moto2.

### Cambios de pilotos
- Jorge Martín correra en Moto2 con el Red Bull KTM Ajo, ocupando el lugar que dejó Miguel Oliveira quien correra en MotoGP con el Red Bull KTM Tech 3.
- Joan Mir subirá a MotoGP para correr en el Team Suzuki Ecstar como compañero de equipo de Álex Rins en 2019.
- Marco Bezzecchi y Philipp Öttl subirán a Moto2 con el Red Bull KTM Tech3, reemplazando a Bo Bendsneyder y Remy Gardner, quienes se irán al NTS RW Racing GP y al SAG Team respectivamente.
- Thomas Lüthi regresará a Moto2 con Dynavolt Intact GP después de una temporada en MotoGP, reemplazando a Xavi Vierge, quien correra con el EG 0,0 Marc VDS.
- Sam Lowes dejó el equipo Swiss Innovative Investors para regresar al Gresini Racing. Lowes anteriormente compitió con el Gresini Racing en las temporadas 2016 de Moto2 y 2017 de MotoGP. Su asiento en el Swiss Innovative Investors será ocupado por Joe Roberts.
- Jorge Navarro se mudará al Speed Up Racing, reemplazando a Danny Kent.
- Romano Fenati, quien estaba en la lista provisional de inscripciones, se retiró de la temporada 2019 luego de que su contrato con el MV Agusta Reparto Corse Forward Racing Team fue cancelado debido al controversial incidente en el Gran Premio de San Marino 2018.[35] Volverá a Moto3 con el equipo Marinelli Snipers team.
- Nicolò Bulega ascendió a Moto2 con el Sky Racing Team VR46, llenando el lugar que dejó vacante Francesco Bagnaia quien subió a MotoGP con el Pramac Racing.
- Fabio Di Giannantonio subirá a Moto2 con el Speed Up Racing, reemplazando a Fabio Quartararo quien subió a MotoGP.
- Enea Bastianini subirá a Moto2 con el Italtrans Racing Team, en reemplazo de Mattia Pasini.
- Khairul Idham Pawi correra con el Petronas Sprinta Racing, en reemplazo de Niki Tuuli.
- Jake Dixon hará su debut como piloto titular con  el Ángel Nieto Team. Será acompañado por Xavi Cardelús, quien también hará su debut como piloto titular en Moto2, luego de haber hecho algunas apariciones en Moto2 en la temporada 2018 como piloto invitado y de reemplazo.
- IDEMITSU Honda Team Asia presentará dos nuevos pilotos para la temporada 2019: Dimas Ekky Pratama y Somkiat Chantra, quienes pasaron del CEV Moto2 y el CEV Moto3 respectivamente.
- Tetsuta Nagashima regresará al equipo SAG Team, en reemplazo de Jules Danilo.

## Resultados

### Resultados por Gran Premio
| Ronda | Gran Premio                            | Pole position         | Vuelta rápida       | Piloto ganador      | Constructor ganador |
| ----- | -------------------------------------- | --------------------- | ------------------- | ------------------- | ------------------- |
| 1     | Gran Premio de Catar                   | Marcel Schrötter      | Thomas Lüthi        | Lorenzo Baldassarri | Kalex               |
| 2     | Gran Premio de Argentina               | Xavi Vierge           | Remy Gardner        | Lorenzo Baldassarri | Kalex               |
| 3     | Gran Premio de las Américas            | Marcel Schrötter      | Thomas Lüthi        | Thomas Lüthi        | Kalex               |
| 4     | Gran Premio de España                  | Jorge Navarro         | Lorenzo Baldassarri | Lorenzo Baldassarri | Kalex               |
| 5     | Gran Premio de Francia                 | Jorge Navarro         | Jorge Navarro       | Álex Márquez        | Kalex               |
| 6     | Gran Premio de Italia                  | Marcel Schrötter      | Álex Márquez        | Álex Márquez        | Kalex               |
| 7     | Gran Premio de Cataluña                | Augusto Fernández     | Álex Márquez        | Álex Márquez        | Kalex               |
| 8     | Gran Premio de los Países Bajos        | Remy Gardner          | Augusto Fernández   | Augusto Fernández   | Kalex               |
| 9     | Gran Premio de Alemania                | Álex Márquez          | Álex Márquez        | Álex Márquez        | Kalex               |
| 10    | Gran Premio de la República Checa      | Álex Márquez          | Álex Márquez        | Álex Márquez        | Kalex               |
| 11    | Gran Premio de Austria                 | Tetsuta Nagashima     | Luca Marini         | Brad Binder         | KTM                 |
| 12    | Gran Premio de Gran Bretaña            | Álex Márquez          | Augusto Fernández   | Augusto Fernández   | Kalex               |
| 13    | Gran Premio de San Marino              | Fabio Di Giannantonio | Augusto Fernández   | Augusto Fernández   | Kalex               |
| 14    | Gran Premio de Aragón                  | Álex Márquez          | Jorge Navarro       | Brad Binder         | KTM                 |
| 15    | Gran Premio de Tailandia               | Álex Márquez          | Luca Marini         | Luca Marini         | Kalex               |
| 16    | Gran Premio de Japón                   | Luca Marini           | Jorge Martín        | Luca Marini         | Kalex               |
| 17    | Gran Premio de Australia               | Jorge Navarro         | Thomas Lüthi        | Brad Binder         | KTM                 |
| 18    | Gran Premio de Malasia                 | Álex Márquez          | Álex Márquez        | Brad Binder         | KTM                 |
| 19    | Gran Premio de la Comunidad Valenciana | Jorge Navarro         | Thomas Lüthi        | Brad Binder         | KTM                 |

### Clasificación por pilotos
Sistema de puntuación
Los puntos se reparten entre los quince primeros clasificados en acabar la carrera. 
Sistema de puntuación de 1993 hasta 2022:
| Posición | 1.º | 2.º | 3.º | 4.º | 5.º | 6.º | 7.º | 8.º | 9.º | 10.º | 11.º | 12.º | 13.º | 14.º | 15.º |
| Puntos   | 25  | 20  | 16  | 13  | 11  | 10  | 9   | 8   | 7   | 6    | 5    | 4    | 3    | 2    | 1    |

| Pos   | Piloto                | Moto      | QAT | ARG | AME | ESP | FRA | ITA | CAT | NED | GER | CZE | AUT | GBR | RSM | ARA | THA | JPN | AUS | MYS | VAL | Pts |
| ----- | --------------------- | --------- | --- | --- | --- | --- | --- | --- | --- | --- | --- | --- | --- | --- | --- | --- | --- | --- | --- | --- | --- | --- |
| 1     | Álex Márquez          | Kalex     | 7   | 3   | 5   | 24  | 1   | 1   | 1   | Ret | 1   | 1   | 2   | Ret | 3   | 3   | 5   | 6   | 8   | 2   | 30  | 262 |
| 2     | Brad Binder           | KTM       | 12  | 6   | Ret | 5   | 4   | 15  | 11  | 2   | 2   | Ret | 1   | 3   | 6   | 1   | 2   | 12  | 1   | 1   | 1   | 259 |
| 3     | Thomas Lüthi          | Kalex     | 2   | Ret | 1   | 4   | 6   | 3   | 2   | 4   | 5   | Ret | 6   | 8   | 4   | 6   | 7   | 2   | 3   | 3   | 2   | 250 |
| 4     | Jorge Navarro         | Speed Up  | Ret | 8   | 3   | 2   | 2   | 7   | 3   | Ret | 8   | 4   | 3   | 2   | 7   | 2   | 17  | 5   | 4   | 5   | 3   | 226 |
| 5     | Augusto Fernández     | Kalex     | 5   | DNS |     | 3   | 3   | 5   | 4   | 1   | 6   | 8   | 5   | 1   | 1   | 22  | 4   | 8   | 19  | 11  | 6   | 207 |
| 6     | Luca Marini           | Kalex     | 8   | 7   | 6   | 8   | 13  | 2   | 6   | 3   | 10  | 5   | Ret | 9   | 11  | 4   | 1   | 1   | Ret | 10  | 8   | 190 |
| 7     | Lorenzo Baldassarri   | Kalex     | 1   | 1   | Ret | 1   | Ret | 4   | Ret | Ret | 7   | 11  | 4   | 7   | 10  | 8   | 25  | 4   | 5   | 7   | 17  | 171 |
| 8     | Marcel Schrötter      | Kalex     | 3   | 5   | 2   | 15  | 8   | 8   | 7   | 8   | 3   | 6   | 9   | 14  | DNS |     | 14  | 9   | 11  | 9   | 16  | 137 |
| 9     | Fabio Di Giannantonio | Speed Up  | 11  | Ret | Ret | 12  | 12  | 10  | Ret | 11  | 4   | 2   | 14  | 6   | 2   | 11  | 18  | 11  | 14  | Ret | 9   | 108 |
| 10    | Enea Bastianini       | Kalex     | 9   | 9   | 9   | 11  | 7   | 6   | 5   | Ret | 14  | 3   | Ret | DNS | 9   | 24  | 11  | 7   | 17  | 24  | 14  | 97  |
| 11    | Jorge Martín          | KTM       | 15  | Ret | 15  | Ret | 20  | 16  | 15  | Ret | 9   | 13  | 7   | 12  | 12  | 9   | 6   | 3   | 2   | Ret | 5   | 94  |
| 12    | Iker Lecuona          | KTM       | Ret | 4   | Ret | 10  | 9   | Ret | Ret | 15  | Ret | 10  | 8   | 11  | 21  | 7   | 3   | Ret | 7   | 6   |     | 90  |
| 13    | Xavi Vierge           | Kalex     | 10  | DNS | Ret | 6   | 5   | 12  | 8   | Ret | Ret | 24  | Ret | 10  | 8   | 10  | Ret | Ret | Ret | 4   | 7   | 81  |
| 14    | Tetsuta Nagashima     | Kalex     | Ret | 12  | 12  | 7   | 11  | 14  | 10  | 5   | 12  | 9   | Ret | 5   | Ret | Ret | 15  | Ret | 10  | 8   | 21  | 78  |
| 15    | Remy Gardner          | Kalex     | 4   | 2   | 11  | DNS | Ret | 13  | Ret | Ret | 13  | 16  | Ret | 4   | Ret | 13  | 12  | Ret | 6   | 14  | 15  | 77  |
| 16    | Sam Lowes             | Kalex     | 6   | Ret | 7   | Ret | Ret | 9   | 9   | Ret | 11  | Ret | 24  | Ret | 5   | 5   | Ret | Ret | 20  | Ret | 10  | 66  |
| 17    | Nicolò Bulega         | Kalex     | Ret | Ret |     | 9   | 10  | Ret | 13  | Ret | 18  | 7   | 13  | 20  | Ret | 12  | 8   | Ret | 12  | 12  | 22  | 48  |
| 18    | Andrea Locatelli      | Kalex     | 13  | 11  | 10  | 14  | Ret | 18  | 12  | 6   | 15  | 14  | 11  | 15  | 13  | 17  | 13  | 15  | 18  | 16  | 20  | 46  |
| 19    | Stefano Manzi         | MV Agusta | 20  | Ret |     | 21  | 15  | Ret | Ret | 7   | 22  | 20  | 16  | 17  | 15  | 14  | Ret | 10  | 9   | Ret | 4   | 39  |
| 20    | Mattia Pasini         | Kalex     |     |     | 4   |     | Ret | 11  |     |     |     | Ret | 10  | 13  | DNS |     | Ret | Ret | Ret | 13  | 11  | 35  |
| 20    | Mattia Pasini         | KTM       |     |     |     | Ret |     |     |     |     |     |     |     |     |     |     |     |     |     |     |     | 35  |
| 21    | Somkiat Chantra       | Kalex     | Ret | 10  | 20  | 17  | Ret |     | 17  | DNS |     | 15  | 12  | 16  | 14  | 16  | 9   | 13  | Ret | Ret | 23  | 23  |
| 22    | Dominique Aegerter    | MV Agusta | 18  | 20  | 14  | 13  | Ret | 17  | 16  | 9   | 20  | 21  | 17  | 18  | 18  | 19  | 16  | 14  | 27  | 15  | 12  | 19  |
| 23    | Marco Bezzecchi       | KTM       | 26  | 16  | Ret | 22  | 18  | 23  | 23  | 10  | 19  | 12  | 23  | 19  | Ret | 15  | 10  | Ret | Ret | Ret | 19  | 17  |
| 24    | Simone Corsi          | Kalex     | 19  | Ret | 8   | Ret | Ret | Ret | 14  | Ret | 21  |     |     |     |     |     |     |     |     |     |     | 10  |
| 24    | Simone Corsi          | NTS       |     |     |     |     |     |     |     |     |     |     |     |     | 19  | 21  |     |     |     |     |     | 10  |
| 25    | Jake Dixon            | KTM       | Ret | 17  | DNS |     | 17  | Ret | Ret | 12  | Ret | 18  | 19  | 23  | 20  | 23  | 19  | 17  | 21  | 17  | 13  | 7   |
| 26    | Bo Bendsneyder        | NTS       | 16  | 14  | 13  | 16  | Ret | 19  | 18  | Ret | 16  | 17  | 15  | 21  | 17  | 18  | 20  | 16  | 15  | Ret | 24  | 7   |
| 27    | Jesko Raffin          | NTS       | 14  | 15  | 16  |     |     |     |     |     |     |     |     |     |     |     | 21  | 19  | 13  | 20  |     | 6   |
| 27    | Jesko Raffin          | Kalex     |     |     |     |     |     |     |     |     |     |     |     |     |     | 20  |     |     |     |     |     | 6   |
| 28    | Joe Roberts           | KTM       | 22  | 22  | Ret | 20  | 14  | Ret | 20  | 14  | 25  | DNS | 21  | 22  | 16  | 30  | Ret | 18  | 16  | 19  | 18  | 4   |
| 29    | Lukas Tulovic         | KTM       | 21  | 18  | 19  | 19  | 16  | 20  | 24  | 13  | 24  | Ret | 27  | 26  | 22  | 25  | Ret | Ret | 24  | 22  | Ret | 3   |
| 30    | Khairul Idham Pawi    | Kalex     | 17  | 13  | 17  | DNS |     |     |     |     |     | WD  |     |     |     |     |     |     |     |     |     | 3   |
|       | Steven Odendaal       | NTS       |     |     |     | 18  | Ret | 22  | 22  | 16  | 23  | 22  | 20  | 25  |     |     |     |     |     |     |     | 0   |
|       | Jonas Folger          | Kalex     |     |     |     |     |     |     | 19  | 17  | 17  | 19  | 18  |     |     |     |     |     |     |     |     | 0   |
|       | Philipp Öttl          | KTM       | 23  | 19  | 18  | 23  | 19  | 21  | DNS | DNS |     | 23  | 22  | 24  | 23  | 26  | 22  | 20  | 22  | 21  | 26  | 0   |
|       | Dimas Ekky Pratama    | Kalex     | 24  | 23  | 22  | DNS | Ret | 24  | 21  | DNS | DNS | DNS |     |     |     |     | 24  | 21  | 26  | 18  | 25  | 0   |
|       | Xavi Cardelús         | KTM       | 25  | 21  | Ret | 25  | Ret | 25  | 25  | 18  | 26  | 25  | 26  | 27  | 25  | 27  | Ret | 23  | 25  | 23  | 28  | 0   |
|       | Gabriele Ruiu         | MV Agusta |     |     | 21  |     |     |     |     |     |     |     |     |     |     |     |     |     |     |     |     | 0   |
| Kalex | Gabriele Ruiu         |           |     |     |     |     |     |     |     |     |     |     |     |     | 28  |     |     |     |     |     |     | 0   |
|       | Adam Norrodin         | Kalex     |     |     |     |     |     |     |     |     |     |     |     |     | Ret | DNS | 23  | 22  | 23  | Ret | 29  | 0   |
|       | Andi Farid Izdihar    | Kalex     |     |     |     |     |     |     |     |     |     |     |     |     | 24  |     |     |     |     |     |     | 0   |
|       | Teppei Nagoe          | Kalex     |     |     |     |     |     | Ret |     |     |     |     | 25  | 28  |     |     |     |     |     |     |     | 0   |
|       | Tommaso Marcon        | NTS       |     |     |     |     |     |     |     |     |     |     |     |     |     |     |     |     |     |     | 27  | 0   |
|       | Gerry Salim           | Kalex     |     |     |     |     |     |     |     |     |     |     |     |     |     | 29  |     |     |     |     |     | 0   |
|       | Bradley Smith         | Kalex     |     |     |     |     |     |     |     |     |     |     |     | Ret |     |     |     |     |     |     |     | 0   |
|       | Sean Dylan Kelly      | KTM       |     |     |     |     |     |     |     |     |     |     |     |     |     |     |     |     |     |     | Ret | 0   |
| Pos   | Piloto                | Moto      | QAT | ARG | AME | ESP | FRA | ITA | CAT | NED | GER | CZE | AUT | GBR | RSM | ARA | THA | JPN | AUS | MYS | VAL | Pts |

| Color     | Resultado                                                               |
| --------- | ----------------------------------------------------------------------- |
| Oro       | Ganador                                                                 |
| Plata     | 2.ª plaza                                                               |
| Bronce    | 3.ª plaza                                                               |
| Verde     | Finalizó en los puntos                                                  |
| Azul      | Finalizó sin puntos                                                     |
| Azul      | NC - No clasificado                                                     |
| Violeta   | Ret - No terminó (Carrera)                                              |
| Rojo      | DNQ - No se clasificó                                                   |
| Negro     | DSQ - Descalificado                                                     |
| Blanco    | DNS - No empezó (carrera)                                               |
| Blanco    | WD - Retirado (fin de semana)                                           |
| Blanco    | C - Carrera cancelada                                                   |
| Sin color | DNP - Inscrito pero no participó                                        |
| Sin color | INJ - Lesionado                                                         |
| Sin color | EX - Excluido                                                           |
| Estado    | Resultado                                                               |
| Negrita   | Pole position                                                           |
| Cursiva   | Vuelta rápida                                                           |
| †         | Abandona, pero clasifica al completar el porcentaje requerido para ello |

### Campeonato de Constructores
| Pos. | Constructor | QAT | ARG | AME | ESP | FRA | ITA | CAT | NED | GER | CZE | AUT | GBR | RSM | ARA | THA | JPN | AUS | MYS | VAL | Ptos. |
| ---- | ----------- | --- | --- | --- | --- | --- | --- | --- | --- | --- | --- | --- | --- | --- | --- | --- | --- | --- | --- | --- | ----- |
| 1    | Kalex       | 1   | 1   | 1   | 1   | 1   | 1   | 1   | 1   | 1   | 1   | 2   | 1   | 1   | 3   | 1   | 1   | 3   | 2   | 2   | 442   |
| 2    | KTM         | 12  | 4   | 15  | 5   | 4   | 15  | 11  | 2   | 2   | 10  | 1   | 3   | 6   | 1   | 2   | 3   | 1   | 1   | 1   | 281   |
| 3    | Speed Up    | 11  | 8   | 3   | 2   | 2   | 7   | 3   | 11  | 4   | 2   | 3   | 2   | 2   | 2   | 17  | 5   | 4   | 5   | 3   | 259   |
| 4    | MV Agusta   | 18  | 20  | 14  | 13  | 15  | 17  | 16  | 7   | 20  | 20  | 16  | 17  | 15  | 14  | 16  | 10  | 9   | 15  | 4   | 45    |
| 5    | NTS         | 14  | 14  | 13  | 16  | Ret | 19  | 18  | 16  | 16  | 17  | 15  | 21  | 17  | 18  | 20  | 16  | 13  | 20  | 24  | 11    |
| Pos. | Constructor | QAT | ARG | AME | ESP | FRA | ITA | CAT | NED | GER | CZE | AUT | GBR | RSM | ARA | THA | JPN | AUS | MYS | VAL | Ptos. |

### Campeonato de Equipos
| Pos. | Equipo                      | N.º | QAT | ARG | AME | ESP | FRA | ITA | CAT | NED | GER | CZE | AUT | GBR | RSM | ARA | THA | JPN | AUS | MYS | VAL | Pts |
| ---- | --------------------------- | --- | --- | --- | --- | --- | --- | --- | --- | --- | --- | --- | --- | --- | --- | --- | --- | --- | --- | --- | --- | --- |
| 1    | Flexbox HP40                | 7   | 1   | 1   | Ret | 1   | Ret | 4   | Ret | Ret | 7   | 11  | 4   | 7   | 10  | 8   | 25  | 4   | 5   | 7   | 17  | 391 |
| 1    | Flexbox HP40                | 40  | 5   | DNS |     | 3   | 3   | 5   | 4   | 1   | 6   | 8   | 5   | 1   | 1   | 22  | 4   | 8   | 19  | 11  | 6   | 391 |
| 1    | Flexbox HP40                | 54  |     |     | 4   |     |     |     |     |     |     |     |     |     |     |     |     |     |     |     |     | 391 |
| 2    | Dynavolt Intact GP          | 2   |     |     |     |     |     |     |     |     |     |     |     |     |     | 20  |     |     |     |     |     | 387 |
| 2    | Dynavolt Intact GP          | 12  | 2   | Ret | 1   | 4   | 6   | 3   | 2   | 4   | 5   | Ret | 6   | 8   | 4   | 6   | 7   | 2   | 3   | 3   | 2   | 387 |
| 2    | Dynavolt Intact GP          | 23  | 3   | 5   | 2   | 15  | 8   | 8   | 7   | 8   | 3   | 6   | 9   | 14  | DNS |     | 14  | 9   | 11  | 9   | 16  | 387 |
| 3    | Red Bull KTM Ajo            | 41  | 12  | 6   | Ret | 5   | 4   | 15  | 11  | 2   | 2   | Ret | 1   | 3   | 6   | 1   | 2   | 12  | 1   | 1   | 1   | 353 |
| 3    | Red Bull KTM Ajo            | 88  | 15  | Ret | 15  | Ret | 20  | 16  | 15  | Ret | 9   | 13  | 7   | 12  | 12  | 9   | 6   | 3   | 2   | Ret | 5   | 353 |
| 4    | EG 0,0 Marc VDS             | 73  | 7   | 3   | 5   | 24  | 1   | 1   | 1   | Ret | 1   | 1   | 2   | Ret | 3   | 3   | 5   | 6   | 8   | 2   | 30  | 343 |
| 4    | EG 0,0 Marc VDS             | 97  | 10  | DNS | Ret | 6   | 5   | 12  | 8   | Ret | Ret | 24  | Ret | 10  | 8   | 10  | Ret | Ret | Ret | 4   | 7   | 343 |
| 5    | MB Conveyors Speed Up       | 9   | Ret | 8   | 3   | 2   | 2   | 7   | 3   | Ret | 8   | 4   | 3   | 2   | 7   | 2   | 17  | 5   | 4   | 5   | 3   | 334 |
| 5    | MB Conveyors Speed Up       | 21  | 11  | Ret | Ret | 12  | 12  | 10  | Ret | 11  | 4   | 2   | 14  | 6   | 2   | 11  | 18  | 11  | 14  | Ret | 9   | 334 |
| 6    | SKY Racing Team VR46        | 10  | 8   | 7   | 6   | 8   | 13  | 2   | 6   | 3   | 10  | 5   | Ret | 9   | 11  | 4   | 1   | 1   | Ret | 10  | 8   | 238 |
| 6    | SKY Racing Team VR46        | 11  | Ret | Ret |     | 9   | 10  | Ret | 13  | Ret | 18  | 7   | 13  | 20  | Ret | 12  | 8   | Ret | 12  | 12  | 22  | 238 |
| 7    | ONEXOX TKKR SAG Team        | 45  | Ret | 12  | 12  | 7   | 11  | 14  | 10  | 5   | 12  | 9   | Ret | 5   | Ret | Ret | 15  | Ret | 10  | 8   | 21  | 155 |
| 7    | ONEXOX TKKR SAG Team        | 87  | 4   | 2   | 11  | DNS | Ret | 13  | Ret | Ret | 13  | 16  | Ret | 4   | Ret | 13  | 12  | Ret | 6   | 14  | 15  | 155 |
| 8    | Italtrans Racing Team       | 5   | 13  | 11  | 10  | 14  | Ret | 18  | 12  | 6   | 15  | 14  | 11  | 15  | 13  | 17  | 13  | 15  | 18  | 16  | 20  | 143 |
| 8    | Italtrans Racing Team       | 33  | 9   | 9   | 9   | 11  | 7   | 6   | 5   | Ret | 14  | 3   | Ret | DNS | 9   | 24  | 11  | 7   | 17  | 24  | 14  | 143 |
| 9    | American Racing KTM         | 16  | 22  | 22  | Ret | 20  | 14  | Ret | 20  | 14  | 25  | DNS | 21  | 22  | 16  | 30  | Ret | 18  | 16  | 19  | 18  | 94  |
| 9    | American Racing KTM         | 27  | Ret | 4   | Ret | 10  | 9   | Ret | Ret | 15  | Ret | 10  | 8   | 11  | 21  | 7   | 3   | Ret | 7   | 6   |     | 94  |
| 9    | American Racing KTM         | 69  |     |     |     |     |     |     |     |     |     |     |     |     |     |     |     |     |     |     | Ret | 94  |
| 10   | Federal Oil Gresini Moto2   | 22  | 6   | Ret | 7   | Ret | Ret | 9   | 9   | Ret | 11  | Ret | 24  | Ret | 5   | 5   | Ret | Ret | 20  | Ret | 10  | 66  |
| 11   | MV Agusta Temporary Forward | 6   |     |     | 21  |     |     |     |     |     |     |     |     |     |     |     |     |     |     |     |     | 58  |
| 11   | MV Agusta Temporary Forward | 62  | 20  | Ret |     | 21  | 15  | Ret | Ret | 7   | 22  | 20  | 16  | 17  | 15  | 14  | Ret | 10  | 9   | Ret | 4   | 58  |
| 11   | MV Agusta Temporary Forward | 77  | 18  | 20  | 14  | 13  | Ret | 17  | 16  | 9   | 20  | 21  | 17  | 18  | 18  | 19  | 16  | 14  | 27  | 15  | 12  | 58  |
| 12   | Tasca Racing Scuderia Moto2 | 6   |     |     |     |     |     |     |     |     |     |     |     |     |     | 28  |     |     |     |     |     | 27  |
| 12   | Tasca Racing Scuderia Moto2 | 24  | 19  | Ret | 8   | Ret | Ret | Ret | 14  | Ret | 21  |     |     |     |     |     |     |     |     |     |     | 27  |
| 12   | Tasca Racing Scuderia Moto2 | 54  |     |     |     |     |     |     |     |     |     | Ret | 10  | 13  | DNS |     | Ret | Ret | Ret | 13  | 11  | 27  |
| 13   | IDEMITSU Honda Team Asia    | 19  |     |     |     |     |     | Ret |     |     |     |     | 25  | 28  |     |     |     |     |     |     |     | 23  |
| 13   | IDEMITSU Honda Team Asia    | 20  | 24  | 23  | 22  | DNS | Ret | 24  | 21  | DNS | DNS | DNS |     |     |     |     | 24  | 21  | 26  | 18  | 25  | 23  |
| 13   | IDEMITSU Honda Team Asia    | 31  |     |     |     |     |     |     |     |     |     |     |     |     |     | 29  |     |     |     |     |     | 23  |
| 13   | IDEMITSU Honda Team Asia    | 35  | Ret | 10  | 20  | 17  | Ret |     | 17  | DNS | DNS | 15  | 12  | 16  | 14  | 16  | 9   | 13  | Ret | Ret | 23  | 23  |
| 13   | IDEMITSU Honda Team Asia    | 36  |     |     |     |     |     |     |     |     |     |     |     |     | 24  |     |     |     |     |     |     | 23  |
| 14   | Red Bull KTM Tech 3         | 65  | 23  | 19  | 18  | 23  | 19  | 21  | DNS | DNS |     | 23  | 22  | 24  | 23  | 26  | 22  | 20  | 22  | 21  | 26  | 17  |
| 14   | Red Bull KTM Tech 3         | 72  | 26  | 16  | Ret | 22  | 18  | 23  | 23  | 10  | 19  | 12  | 23  | 19  | Ret | 15  | 10  | Ret | Ret | Ret | 19  | 17  |
| 15   | NTS RW Racing GP            | 2   | 14  | 15  | 16  |     |     |     |     |     |     |     |     |     |     |     | 21  | 19  | 13  | 20  |     | 13  |
| 15   | NTS RW Racing GP            | 4   |     |     |     | 18  | Ret | 22  | 22  | 16  | 23  | 22  | 20  | 25  |     |     |     |     |     |     |     | 13  |
| 15   | NTS RW Racing GP            | 24  |     |     |     |     |     |     |     |     |     |     |     |     | 19  | 21  |     |     |     |     |     | 13  |
| 15   | NTS RW Racing GP            | 64  | 16  | 14  | 13  | 16  | Ret | 19  | 18  | Ret | 16  | 17  | 15  | 21  | 17  | 18  | 20  | 16  | 15  | Ret | 24  | 13  |
| 15   | NTS RW Racing GP            | 70  |     |     |     |     |     |     |     |     |     |     |     |     |     |     |     |     |     |     | 27  | 13  |
| 16   | Petronas Sprinta Racing     | 38  |     |     |     |     |     |     |     |     |     |     |     | Ret |     |     |     |     |     |     |     | 8   |
| 16   | Petronas Sprinta Racing     | 47  |     |     |     |     |     |     |     |     |     |     |     |     | Ret | DNS | 23  | 22  | 23  | Ret | 29  | 8   |
| 16   | Petronas Sprinta Racing     | 54  |     |     |     |     | Ret | 11  |     |     |     |     |     |     |     |     |     |     |     |     |     | 8   |
| 16   | Petronas Sprinta Racing     | 89  | 17  | 13  | 17  | DNS |     |     |     |     |     | WD  |     |     |     |     |     |     |     |     |     | 8   |
| 16   | Petronas Sprinta Racing     | 94  |     |     |     |     |     |     | 19  | Ret | 17  | 19  | 18  |     |     |     |     |     |     |     |     | 8   |
| 17   | Inde Ángel Nieto Team       | 18  | 25  | 21  | Ret | 25  | Ret | 25  | 25  | 18  | 26  | 25  | 26  | 27  | 25  | 27  | Ret | 23  | 25  | 23  | 28  | 7   |
| 17   | Inde Ángel Nieto Team       | 54  |     |     |     | Ret |     |     |     |     |     |     |     |     |     |     |     |     |     |     |     | 7   |
| 17   | Inde Ángel Nieto Team       | 96  | Ret | 17  | DNS |     | 17  | Ret | Ret | 12  | Ret | 18  | 19  | 23  | 20  | 23  | 19  | 17  | 21  | 17  | 13  | 7   |
| 18   | Kiefer Racing               | 3   | 21  | 18  | 19  | 19  | 16  | 20  | 24  | 13  | 24  | Ret | 27  | 26  | 22  | 25  | Ret | Ret | 24  | 22  | Ret | 3   |
| Pos. | Equipo                      | N.º | QAT | ARG | AME | ESP | FRA | ITA | CAT | NED | GER | CZE | AUT | GBR | RSM | ARA | THA | JPN | AUS | MYS | VAL | Pts |

| Color     | Resultado                                                               |
| --------- | ----------------------------------------------------------------------- |
| Oro       | Ganador                                                                 |
| Plata     | 2.ª plaza                                                               |
| Bronce    | 3.ª plaza                                                               |
| Verde     | Finalizó en los puntos                                                  |
| Azul      | Finalizó sin puntos                                                     |
| Azul      | NC - No clasificado                                                     |
| Violeta   | Ret - No terminó (Carrera)                                              |
| Rojo      | DNQ - No se clasificó                                                   |
| Negro     | DSQ - Descalificado                                                     |
| Blanco    | DNS - No empezó (carrera)                                               |
| Blanco    | WD - Retirado (fin de semana)                                           |
| Blanco    | C - Carrera cancelada                                                   |
| Sin color | DNP - Inscrito pero no participó                                        |
| Sin color | INJ - Lesionado                                                         |
| Sin color | EX - Excluido                                                           |
| Estado    | Resultado                                                               |
| Negrita   | Pole position                                                           |
| Cursiva   | Vuelta rápida                                                           |
| †         | Abandona, pero clasifica al completar el porcentaje requerido para ello |